# Jovické rašelinisko
Jovické rašelinisko – torfowisko, pomnik przyrody zlokalizowany w miejscowości Jovice, w północno-zachodniej jej części (Kras Słowacki, kraj koszycki), niedaleko Rożniawy.
Torfowisko ma powierzchnię 7.940 m² (0,794 ha). Pomnikiem przyrody ogłoszono je w 1990 roku (nr 578). Pomnik przyrody utworzono w celu ochrony unikatowego torfowiska, które zachowało się jako pozostałość po pierwotnych biotopach tego typu, występujących w Kotlinie Rożniawskiej, ważnego z naukowo-badawczego, edukacyjnego i kulturalnego punktu widzenia.
Na terenie tutejszych łąk trzęślicowych występują m.in.: trzęślica modra, krwawnik kichawiec, kukułka szerokolistna, wełnianka wąskolistna, wełnianka szerokolistna, bobrek trójlistkowy, rosiczka okrągłolistna i wierzba rokita, a także grzyb sklerotka bulwiasta z rodzaju sklerotków.
Torfowisku zagraża działalność człowieka, np. zanieczyszczenie odpadami i odprowadzanie nieczystości do strumienia zasilającego torfowisko. Celem uniemożliwienia nielegalnego pozyskiwania bobrka trójlistkowego teren został ogrodzony.